# The Powerpuff Girls (2016)
The Powerpuff Girls (Brasil: As Meninas Superpoderosas / Portugal: As Powerpuff Girls) é uma série de desenho animado estadunidense, baseada na série de televisão de mesmo nome, criada por Craig McCracken e transmitida entre 18 de novembro de 1998 e 25 de março de 2005. O Cartoon Network anunciou a série em junho de 2014 e em 2015, o canal anunciou que a série teria novas vozes para as personagens principais.
A série estreou nos Estados Unidos no dia 4 de abril de 2016 no Cartoon Network, simultaneamente com a  Cartoon Network América Latina e Brasil.
Em Portugal, a série teve a sua estreia no dia 30 de abril de 2016.
Em 26 de maio de 2016, Natalie Palamides confirmou que a série foi renovada para uma segunda temporada.

## Enredo
As protagonistas da série, Blossom (Florzinha) Bubbles (Lindinha) e Buttercup (Docinho) são três super-heroínas, que combatem o crime da cidade de Townsville e vivem uma vida normal. Durante as suas aventuras, elas terão de enfrentar vários vilões pelo caminho, principalmente, o Mojo Jojo (Macaco Louco), que realiza muitos planos para conseguir dominar o mundo e comandar a cidade.

## Elenco
| Personagem          | Nome brasileiro do personagem | Nome original do personagem | Voz original      | Dublador                         | Dobrador               |
| ------------------- | ----------------------------- | --------------------------- | ----------------- | -------------------------------- | ---------------------- |
| Blossom             | Florzinha                     | Blossom                     | Amanda Leighton   | Érika Menezes                    | Mafalda Luís de Castro |
| Bubbles             | Lindinha                      | Bubbles                     | Kristen Li        | Jéssica Vieira                   | Carla Garcia           |
| Buttercup           | Docinho                       | Buttercup                   | Natalie Palamides | Ana Elena Bittencourt            | Joana Castro           |
| Bliss               | Estrelinha                    | Bliss                       | Olivia Olson      | Natália Alves                    | Ana Sofía Martins      |
| Mojo Jojo           | Macaco Louco                  | Mojo Jojo                   | Roger L. Jackson  | Fernando Caruso Rodrigo Oliveira | Paulo Oom              |
| Professor Utonium   | Professor Utônio              | Professor Utonium           | Tom Kane          | Hércules Franco                  | Romeu Vala             |
| Mayor of Townsville | Prefeito de Townsville        | Presidente de Townsville    | Tom Kenny         | Carlos Gesteira                  | Pedro Leitão           |
| Him                 | Ele                           | Ele                         | Tom Kenny         | Jorge Lucas                      | Tiago Retrê            |
| Fuzzy Lumpkins      | Fuzzy Confusão                | Fuzzy Lumpkins              | Jim Cummings      | Fernando Mendonça                | Tiago Retrê            |
| Ms. Keane           | Senhorita Keane               | Senhora Keane               | Jennifer Hale     | Regina Maria Maia Fabiana Aveiro | Patrícia Andrade       |
| Princess Morebucks  | Princesa Maisgrana            | Princesa Muita Massa        | Haley Mancini     | Natali Pazete                    | Patrícia Andrade       |
| Ms. Sarah Bellum    | Senhorita Bellum              | Senhora Bellum              | Jennifer Hale     | Mabel Cezar                      | Maria Camões           |
| Narrator            | Narrador                      | Narrador                    | Tom Kenny         | Oziel Monteiro                   | Tiago Retrê            |

## Episódios
| Temporada | Temporada | Episódios | Exibição Original       | Exibição Original      | Exibição no Brasil    | Exibição no Brasil     | Exibição em Portugal   | Exibição em Portugal   |
| Temporada | Temporada | Episódios | Estreia de temporada    | Final de temporada     | Estreia de temporada  | Final de temporada     | Estreia de temporada   | Final de temporada     |
| --------- | --------- | --------- | ----------------------- | ---------------------- | --------------------- | ---------------------- | ---------------------- | ---------------------- |
|           | 1         | 39        | 4 de abril de 2016      | 24 de dezembro de 2016 | 4 de abril de 2016    | 6 de março de 2017     | 30 de abril de 2016    | 27 de maio de 2017     |
|           | 2         | 43        | 3 de março de 2017      | 13 de maio de 2018     | 11 de maio de 2017    | 13 de novembro de 2018 | 27 de maio de 2017     | 2018                   |
|           | 3         | 40        | 13 de maio de 2018      | 16 de junho de 2019    | 2 de agosto de 2018   | 2019                   | 25 de março de 2018    | 2019                   |
|           | Curtas    | 5         | 15 de fevereiro de 2016 | 24 de junho de 2016    | 14 de março de 2016   | 7 de outubro de 2016   | 2 de maio de 2016      | 5 de agosto de 2016    |
|           | Especial  | Especial  | 30 de junho de 2016     | 30 de junho de 2016    | 13 de outubro de 2016 | 13 de outubro de 2016  | 27 de novembro de 2016 | 27 de novembro de 2016 |

## Produção
Em 16 de junho de 2014, o Cartoon Network anunciou que iria produzir uma nova versão da série The Powerpuff Girls (As Meninas Superpoderosas), que seria produzida pelo Cartoon Network Studios. Rob Sorcher, o diretor de conteúdo do canal, disse que foi uma "grande demanda" solicitar a criação da nova série. Após o upfront de 2015, em 19 de fevereiro, o canal anunciou que o diretor de animação Nick Jennings será o produtor executivo da nova série. Bob Boyle também participou da produção. No entanto, Craig McCracken, o criador original de The Powerpuff Girls, (As Meninas Superpoderosas) não estaria envolvido nesta série.
Amanda Leighton, Kristen Li, e Natalie Palamides foram anunciadas como as novas dobradoras das personagens principais Blossom (Florzinha), Bubbles (Lindinha) e Buttercup (Docinho), já que as personagens estariam um pouco mais velhas em relação a série original. substituindo as intérpretes originais Cathy Cavadini, Tara Strong, e Elizabeth Daily. Tom Kenny, o dobrador do personagem  Presidente (Prefeito) e também do narrador na antiga série, regressou a série, em seu papel original. Após o canal revelar as múltiplas imagens promocionais da nova série em junho de 2015, vários escritores de sítios de notícias descreveram que a estética da série ficou semelhante ao da série original, apesar do especial Dance Pantsed (Vacilou, Dançou) que foi transmitido em 2014, apresentar um estilo de arte diferente, renderizado em 3D.
Roger Labon Jackson voltará a interpretar o personagem Mojo Jojo (Macaco Louco), e  Jennifer Hale voltará a interpretar as personagens Keane e Sedusa, mas não a Princesa Morebucks (Maisgrana).

## Transmissão e recepção
A série será exibida simultaneamente em vários países através do Cartoon Network em 2016, começando a ser transmitida nos Estados Unidos, no Brasil e  América Latina no dia 4 de abril de 2016. Em Portugal, a estreia irá acontecer no dia 30 de abril de 2016. Entretanto, o novo elenco de vozes das protagonistas causou uma decepção para Cathy Cavadini, Elizabeth Daily e Tara Strong, que declararam sua insatisfação no Twitter, dizendo que isto foi como "uma facada no coração". Após o upfront do canal em fevereiro, Tara manifestou-se argumentando que foi uma decisão "estritamente criativa" do canal, porém em junho do mesmo ano, disse que o canal nunca tinha entrado em contacto com as dobradoras originais, antes da decisão do novo elenco de vozes. De acordo com Tom Kenny, Craig McCracken aprovou a nova série.